# Ernst Meier (Leichtathlet)
Ernst Meier (* 1913; † nach 1946) ist ein ehemaliger Schweizer Marathonläufer.
1937 wurde er Vierter bei der Schweizer Marathonmeisterschaft. Im Jahr darauf wurde er Schweizer Marathonmeister und kam bei den Leichtathletik-Europameisterschaften in Paris auf den elften Platz.
1940 wurde er mit seiner persönlichen Bestzeit von 2:43:24 h erneut Schweizer Meister. Beim Košice-Marathon 1946 wurde er Achter.